# Romesh Gunesekera
Romesh Gunesekera, född 1954, är en brittisk författare med ett Sri Lankesiskt ursprung. 
Romesh Gunesekera debuterade 1992 med novellsamlingen Monkfish Moon och har därefter skrivit Reef (1994), The Sandglass (1998), Heaven's Edge (2002), The Match (2006), Prisoner in paradise (2012) och Noontide Toll (2014). Med undantag av Prisoner in Paradise är böckernas utgångspunkt den blodiga konflikten mellan den buddhistiska majoritetsbefolkningen och den tamilska minoriteten på Sri Lanka. Ingen av böckerna är översatt till svenska.